# Mingzong
Li Siyuan (李嗣源, plus tard renommé en Li Dan (李亶)) (10 octobre 867 – 15 décembre 933), aussi connu sous le nom de temple Mingzong (明宗) et sous son nom Shatuo Miaojilie (邈佶烈), est un empereur de Chine qui règne de 926 à sa mort. Il fait partie de la dynastie des Tang postérieurs. Il est marié à la fille de l'empereur de la dynastie Liang (Liang postérieurs). Il a trois fils, Wan le dauphin, Jai et Yu le cadet.
L'histoire veut que Mingzong, en 928, empoisonnait sa femme avec un champignon noir provenant de Perse. Elle finit par se rebeller contre lui avec l'aide de son deuxième fils, Jai. Elle monte une armée de 10000 soldats que Jai dirige. Il attaque son propre père le soir de la fête des chrysanthèmes. L'empereur ayant été avertit auparavant par son fils ainé Wan, il gagne la bataille.
Histoire tragique, impliquant la mort de toute la famille. Le plus jeune fils Yu, ayant tué son frère Wan, prince héritier du trône, sera tué à son tour par Mingzong. Jai, ayant perdu la face devant son père et déçu sa mère s'enlève la vie d'un coup d'épée à la gorge. L'histoire ne raconte pas si la femme de Mingzong a été tuée ou torturée par son mari.

## Origine
Li Siyuan, appelé chez les Shatuo Miaojilie, est né en 867 à Yingzhou (應州 actuellement Xian de Ying, province de Shanxi), sans nom de famille comme c'était le cas chez ce peuple turc nomade. Son père, appelé dans l'historiographie chinoise Li Ni (李霓) était un général sous Li Guochang (en), le dirigeant Shatuo de la région, qui reçoit plus tard le nom de famille Li pour ses contributions à la cour de la dynastie Tang.
En 878, Li Guochang et son fils Li Keyong (en) se rebellent contre les Tang. En 880, ils sont vaincus par les forces conjointes du jiedushi Li Zhuo (李琢) et du chef de clan Tuyuhun Helian Duo (en). L'armée Shatuo s'enfuit vers le nord en direction des monts Yin. Là, ils trouvent refuge chez la tribu des Moh. Quelque temps après la mort de Li Ni, en 879, quand Miaojilie avait 12 ans, Li Guochang en fait son garde du corps, impressionné par ses capacités d'archer monté.

## Mort
Le 5 décembre 933, l'empereur tombe gravement malade après une sortie dans la neige. le lendemain son fils aîné Li Congrong le visite. L'empereur se réveille au milieu de la nuit et tousse du sang. Lorsqu'une servante lui demande s'il est lucide, il répond « je ne sais pas ». Il se sent mieux le lendemain.
Li Congrong, craignant que le trône revienne à son frère cadet Li Conghou, décide de prendre le pouvoir par la force et d'attaquer le palais. Après une journée de combats, Li Congrong est tué par la garde impériale, avec sa femme et son fils aîné. L'empereur meurt 6 jours plus tard et Li Conghou accède au trône.

## Apparitions dans l'art
Le réalisateur Zhang Yimou semble s'être inspiré de l'empereur Mingzong pour le film La Cité interdite.